# Миларепа
Миларепа Шепа Дордже (Тиб.: Ми ла рас па шес па рдо рдже མི་ལ་རས་པ་, кит: 蜜勒日波)1052 – 1135 – тибетски будистки учител (лама), известен с живота си на йогин – аскет. Той е ученик и приемник на Марпа Преводача и държател на будистката Ваджраяна школа Кагю. Тъй като е автор на множество песни и стихове, вдъхновени от медитативната му практика, които и днес са на особена почит, той е определян също така и като поет. Такива стихове на дълбокото прозрение са събрани в сборника, известен като „100-те хиляди песни на Миларепа“.
„Всъщност истинското име на Миларепа е Мила. След като получава учението на Шестте Йоги на Наропа от Марпа, Мила се концентрира върху една от практиките наречена Йога на Вътрешното Сърце (Туммо). От тази практика Мила постига реализация. Също така този вид Йога му позволила да произвежда достатъчно гореща телесна топлина, за да отблъсне буйните студени ветрове на Тибет. Когато той медитирал между заснежените върхове на планините, които били изключително смразяващи, Мила нямал нужда от топла дреха да го защитава от екстремния студ. През цялото време той носил само тънка бяла памучна дреха. Парче тънка бяла памучна дреха на тибетски език се нарича „репа“. Така Мила станал широко известен като Миларепа. Той имал много ученици, които също носели титлата Репа. Например Речунгпа и много други.“ – Лама Кхенчен Трангу Ринпоче.

## Живот
Роден в село Кянга Ца, наричано и само Ца – в Гунгтханг провинция в Западен Тибет в богато семейство е кръстен Мила Тьопага (Thos-па-DGA), което означава „приятен за слуха“, превеждано и като „добрата новина“. Родното му име Джосей показва благороден произход, което е род Кхюнгпо или рода на орела.  Когато Миларепа е съвсем младо момче баща му умира, а неговите чичо и леля вземат цялото богатството на семейството. Принуден от настойчивостта на майка си и заплахите ѝ да се самоубие ако не я послуша, Миларепа напуска дома си и старателно изучава магьосничество. Традицията дава следното обяснение: по време на голямо семейно празненство, направено от чичо му и леля му в чест на предстоящия брак на сина им, Миларепа призовава местни енергии под формата на огромни скорпиони. Те влизат в приземния етаж на къщата, използван за конюшня. Това подплашва конете, завързани за дървените колони, крепящи цялата къща и това я разрушава, като убива под развалините ѝ 35 души. Единствено чичото и лелята оцеляват. Селяните, по принцип съчувстващи на семейството, но ядосани от прекомерното отмъщение и потресени от радостта на майката, тръгват да намерят и убият Миларепа. Предупреден своевременно, той с помощта също на магия изпраща градушка, която унищожава реколтата и обрича селото на гладна година. Така изплашва и отказва съседите си от отмъщение, но обрича себе си и семейството си на неприязън и изолация.
Много от делата на Миларепа се случват в родното място на Чьокий Дронма, а живота и песните му са събрани в писмен вид от Цанг Ньон Херука, спонсориран от брата на Чьокий Дронма, който е цар Гунтханг Тхри Намгял Де.
Миларепа по-късно обобщава живота си: „В младостта си извърших черни дела. В зрелостта си практикувах добродетелност. Сега, освободен от добро и зло, аз унищожих корена на кармичното действие и не ще имам причина за (кармично) действие в бъдеще. Да кажа повече от това само ще доведе до плач и смях. Какво добро ще направя като ти казвам това? Сега съм стар човек. Остави ме в мир“.

## Под ръководството на Марпа
Тогава младият Мила започва да изпитва непоносима вина и добре разбира, че това рано или късно ще го доведе до параноя. Той търси дхарма-учител с чиято помощ да премахне негативните впечатления в ума, които са резултат на толкова много убити. Първоначално се среща с лама от линията Нингма, който му предава мощни трансформиращи практики, за които сам казва: „Ако медитираш по този начин през деня ще се просветлиш за един ден....“ Когато на другия ден ламата го намира успокоен и заспал, той казва на Миларепа: „Явно не мога да те накарам да медитираш. В такъв случай трябва да отидеш при Марпа Великия преводач, той има такава сила.“
Дългоочакваното учение при будистки лама всъщност се оказва изключително трудно и на Миларепа му се налага да впрегне цялата си воля и отдаденост към своя учител. Преди изобщо да бъде допуснат да медитира той изпитал умелите методи на Марпа, включващи построяването на множество каменни кули с различни форми, както и методичното им разрушаване камък по камък. В най-трудните моменти за него се оказва решаващо и майчинското съчувствие на Дагмема, главната съпруга на Марпа. Така или иначе суровите методи на ламата дават резултат и в крайна сметка Миларепа развива всички необходими качества и получава пълната приемственост на линията Кагю.
- Статуя на Миларепа, смята се, че е изработена от Речунгпа.
- Бутанска тханка на Миларепа от края на XIX или началото на XX век.
- Тханка на Миларепа от края на XIX – тибетска или непалска.
- Статуя на Миларепа от Панго Чортен, Гялце, Тибет.
- Девететажна кула, построена собственоръчно от Миларепа според желанието на Марпа, Секар Гуток в Лодрак.
- Изглед към долината с Пелгелинг Гомпа край една от пещерите, където е медитирал Миларепа.

### Медитация в пещерите
Следвайки инструкциите на своя лама Миларепа медитира в течение на много години в пълна самота в множество пещери. В биографиите, оставени от Речунгпа и Цанг Ньон Херука се казва, че в течение на дванадесет години той се храни единствено с коприва. По това време Миларепа става учител на сестра си, на годеницата си, за която така и не се жени и дори на разкайващата се леля.

## Линия
Миларепа има множество ученици. Сред тях като „подобен на слънцето“ ученик е определян Гампопа или Дагпо Ринпоче. В младостта си той е изключително почитан лекар. Впоследствие той става приемник на Миларепа и първи монах сред държателите на линията, довел я до небивал разцвет. Наричан „подобен на луна“ сред учениците е Речунг Дордже Драгпа или Речунгпа, който продължава йогийската традиция на медитация по пещерите. Впоследствие той също играе важна роля в линията и е сред учителите на първия Кармапа Дюсум Кхиенпа. Други ученици са Джангчуб Гялпо, Репа Ясната Светлина, Репа Себан, Кхира Репа, Дигом Репа, Сангдже Кяб Репа и т.н. Сред най-близките му ученици са и няколко жени: Речунгма, Церингма, Сале Йо, Палдар Бум и Пета Гонкий – сестрата на Миларепа.